# Austre Moland
Austre Moland is een kern en voormalige gemeente in de provincie Agder in Noorwegen. Tot  1962 was het een zelfstandige gemeente die toen opging in de gemeente Moland, die toen deel uitmaakte van de provincie Aust-Agder. In 1992 werd Moland  bij Arendal gevoegd, de hoofdstad van de voormalige fylke Aust-Agder. 
Eerder bestond er een gemeente Østre Moland die ook de latere gemeente Austre Moland omvatte. Deze gemeente, waarin een groot deel van het hedendaagse Arendal lag, telde bij de opheffing in 1878 ruim 11.000 inwoners. In dat jaar werden delen afgesplitst en vormden de gemeenten Tromøy en Barbu. Het restant van Østre Moland werd in 1919 nogmaals gesplitst waarbij de gemeente Stokken werd gevormd, terwijl het restant van Østre Moland werd hernoemd naar Austre Moland.